# Paul Simon (album)
Paul Simon er et album af Paul Simon udgivet i 1972 af Warner Bros. Records.
Indeholder følgende numre:
1. Mother and Child Reunion
2. Duncan
3. Everything Put Together Falls Apart
4. Run that Body Down
5. Armistice Day
6. Me and Julio Down By the Schoolyard
7. Peace Like a River
8. Papa Hobo
9. Hobo's Blues
10. Paranoia Blues
11. Congratulations